# Fördern und Fordern
Das Motto Fördern und Fordern (gelegentlich auch Fordern und Fördern oder auch Fördern durch Fordern) bringt auf plakative Weise die Grundlage des sozialpolitischen, arbeitsmarktpolitischen, integrationspolitischen und bildungspolitischen Konzeptes des aktivierenden Staates auf den Punkt. Klienten bzw. Schüler sollen sowohl „aktiviert“ („gefordert“) als auch in ihrem Streben nach Eigenverantwortung und Erfolgsorientierung unterstützt („gefördert“) werden. Zur Förderung gehört allerdings auch die Unterstützung nicht (mehr) Leistungsfähiger, allerdings nach Maßgabe des Subsidiaritätsprinzips.
Das Motto „Fördern und Fordern“ ist dem Motto „Zuckerbrot und Peitsche“ sprachlich nachempfunden, wird allerdings überwiegend auf die Verhältnisse in demokratisch verfassten Staaten angewandt.

## Geschichte des Mottos
In Deutschland wurde die Diskussion zum aktivierenden Staat zunächst zur Bundestagswahl 1998 von der SPD unter dem Stichwort „Neue Mitte“ geführt. Die sozial- und steuerungspolitischen Ziele eines aktivierenden Sozialstaates im Sinne eines Gewährleistungsstaates wurden nach dem Regierungswechsel unter anderem vom damaligen Kanzleramtsminister Bodo Hombach ausführlich skizziert: „Der Staat muss nicht nur die negativen Auswirkungen eines Subsystems (Wirtschaft, Gesellschaft, Politik) auf das andere ausgleichen bzw. regulativ verhindern, sondern gewährleisten und organisieren, dass Subsysteme optimal aufeinander bezogen sind. Beispielsweise muss das Sozialsystem so konzipiert sein, dass es die Wiederaufnahme von Erwerbsarbeit und die Eigeninitiative optimal vorbereitet und unterstützt. Eine neue Balance von individuellen Rechten und Pflichten, die Forderung, der verwaltende, Recht setzende und Daseinsvorsorge betreibende Staat müsse seinen Bürgern wieder mehr zutrauen und zumuten - das alles bedeutet nicht den kaltschnäuzigen Rückzug des Staates aus der Verantwortung. Im Gegenteil: Es geht um ein neues Steuerungsmodell, das sehr viel mehr Kreativität braucht, Innovationsbereitschaft und den langen Atem vorausschauender, aktivierender Politik.“
Da das Schröder-Blair-Papier heftigen Widerstand von Seiten der Gewerkschaften sowie in der politischen Öffentlichkeit hervorrief, wurden Reformen in Richtung einer aktivierenden Sozialpolitik im Anschluss daran eher verhalten propagiert. Der Slogan Fordern und Fördern [sic!] wurde gleichwohl zur Legitimation der schließlich realisierten Reformen in der Arbeitsmarktpolitik genutzt, die ihren vorläufigen Höhepunkt in den Hartz-Gesetzen fanden. Aufschlussreich ist es, dass im Laufe der Zeit die beiden Begriffe „Fordern“ und „Fördern“ zunehmend in umgekehrter Reihenfolge benutzt wurden.
In der Bildungspolitik wurde das Motto Fördern und Fordern erstmals 2006 von der staatlichen Exekutive (der Kultusministerkonferenz) benutzt.

## Anwendungen

### Deutschland

#### Sozial- und Arbeitsmarktpolitik
Nach dem Konzept einer aktivierenden Sozialpolitik wird „soziale Gerechtigkeit“ stärker als Verfahrensgerechtigkeit und weniger als Ergebnisgerechtigkeit und „soziale Sicherheit“ stärker als Grundsicherung und weniger als Sicherung des relativen sozialen Status interpretiert. Im Sinne des Subsidiaritätsprinzips ist der Sozialstaat nur dann verpflichtet, einem mittellosen Menschen in Not zu helfen, wenn dieser sich nicht selbst helfen kann bzw. wenn andere Instanzen nicht vorrangig zur Hilfe verpflichtet sind. Falls dem Hilfebedürftigen im Kontext des Fürsorgeprinzips Hilfe zusteht, erfolgt diese als Hilfe durch den Staat in einer Höhe, die seine Existenz und die seiner Angehörigen sichert.
Der Ökonom und Philosoph Birger P. Priddat formuliert es so:
Der Staat beginnt, sich als social investor zu verstehen, der Sozialtransfers nicht aufgrund von Bedarfen auszahlt, sondern aufgrund von Kriterien, die vornehmlich dazu dienen, einen re-entry der Anspruchsberechtigten in eigene Einkommensselbständigkeit zu erwirken. Erreicht der Staat das Ziel dieser modifizierten Sozialpolitik, erreicht er einen return on investment in Form von, erstens, eingesparten Sozialzahlungen und, zweitens, in reellen Steuereinnahmen. Der Staat bekommt ein Kriterium der Effektivität seiner Sozialleistungen. Erreicht der Staat das Ziel nicht, bleiben weiterhin tradierte Formen des Sozialtransfers bestehen. Doch werden diese Zahlungen jetzt aufgrund erwiesener Inkompetenz der Bürger für einen re-entry gezahlt, nicht aufgrund von schematischen Anspruchsberechtigungen.

##### Erwerbsfähige Hilfebedürftige
Mit der Durchsetzung des Konzepts der aktivierenden Sozial- und Arbeitsmarktpolitik seit den 1990er Jahren in den meisten westlichen Industriestaaten wurde die Parole: „Workfare, Work First und ‚Fordern und Fördern‘“ ausgegeben. Die entsprechenden Konzeptionen beziehen sich auf Arbeitslose, die nicht (mehr) Anspruch auf Leistungen aus Systemen wie (in Deutschland) der Arbeitslosenversicherung haben (welche nicht Hilfebedürftigkeit als Leistungsbedingung voraussetzen).
Kapitel 1 des Zweiten Buches Sozialgesetzbuch trägt die Überschrift „Fördern und Fordern“. Das Zweite Buch beschäftigt sich mit der Grundsicherung für Arbeit Suchende, d. h. für erwerbsfähige Arbeitslose. Anders, als es der Wortlaut der Kapitelüberschrift vermuten lässt, beginnt das Kapitel mit dem „Grundsatz des Forderns“. § 2 SGB II lautet in der Fassung vom 24. März 2011:
(1) Erwerbsfähige Leistungsberechtigte und die mit ihnen in einer Bedarfsgemeinschaft lebenden Personen müssen alle Möglichkeiten zur Beendigung oder Verringerung ihrer Hilfebedürftigkeit ausschöpfen. Eine erwerbsfähige leistungsberechtigte Person muss aktiv an allen Maßnahmen zu ihrer Eingliederung in Arbeit mitwirken, insbesondere eine Eingliederungsvereinbarung abschließen. Wenn eine Erwerbstätigkeit auf dem allgemeinen Arbeitsmarkt in absehbarer Zeit nicht möglich ist, hat die erwerbsfähige leistungsberechtigte Person eine ihr angebotene zumutbare Arbeitsgelegenheit zu übernehmen.
(2) Erwerbsfähige Leistungsberechtigte und die mit ihnen in einer Bedarfsgemeinschaft lebenden Personen haben in eigener Verantwortung alle Möglichkeiten zu nutzen, ihren Lebensunterhalt aus eigenen Mitteln und Kräften zu bestreiten. Erwerbsfähige Leistungsberechtigte müssen ihre Arbeitskraft zur Beschaffung des Lebensunterhalts für sich und die mit ihnen in einer Bedarfsgemeinschaft lebenden Personen einsetzen.
Erst § 3 SGB II befasst sich mit „Leistungsgrundsätzen“, also mit Grundsätzen für die Förderung bedürftiger Arbeitsloser. Der Regelung zufolge können Leistungen zur Eingliederung in Arbeit „erbracht werden, soweit sie zur Vermeidung oder Beseitigung, Verkürzung oder Verminderung der Hilfebedürftigkeit für die Eingliederung erforderlich sind.“ Das ist dann nicht der Fall, wenn ein Antragsteller im Sinne des Subsidiaritätsprinzips sich selbst helfen kann (z. B. indem er auf eventuell vorhandene Ersparnisse zurückgreift), wenn Angehörige zum Unterhalt des Antragstellers verpflichtet sind, wenn es andere Zahlungspflichtige (z. B. Sozialversicherungen) gibt, deren Leistung als vorrangig gilt, oder wenn der Antragsteller eine vom Staat als zumutbar erklärte Arbeit annehmen und damit seinen Unterhalt verdienen kann.
Dem IAB zufolge gibt es vier Strategien der Aktivierung arbeitsloser Hilfebezieher, bezogen auf „(1) fähige und arbeitswillige; (2) fähige aber unwillige; (3) willige aber unfähige; (4) unfähige und unwillige“ Arbeitslose. Da als arbeitslos nur derjenige gilt, der im Prinzip auf dem Ersten Arbeitsmarkt vermittelbar ist, ist mit „Fähigkeit“ nicht die Erwerbs- bzw. Arbeitsfähigkeit, sondern die Beschäftigungsfähigkeit gemeint.

##### Nicht-erwerbsfähige Hilfebedürftige
Im Alter und bei Erwerbsminderung können erwerbsunfähige Hilfebedürftige nach denselben Bedingungen wie Erwerbsfähige Leistungen vom Staat auf der Grundlage des Fürsorgeprinzips (als Grundsicherung) beanspruchen. Lediglich zur Aufnahme einer zumutbaren Erwerbstätigkeit sind solche Personen nicht verpflichtet. Der Aspekt des Forderns ist bei diesem Personenkreis stark reduziert; er beschränkt sich weitgehend auf das Gebot des Rückgriffs auf vorhandenes Vermögen. In Deutschland werden Leistungen für diesen Personenkreis auf der Grundlage des Zwölften Buches Sozialgesetzbuches gewährt.

#### Pädagogik und Schulpolitik
2006 tauchte der Begriff „Fordern“ zum ersten Mal an zentraler Stelle in der deutschen Bildungspolitik auf: „Fördern und Fordern – eine Herausforderung für Bildungspolitik, Eltern, Schule und Lehrkräfte“ heißt die gemeinsame Erklärung der Bildungs- und Lehrergewerkschaften und der Kultusministerkonferenz. Hier wurde Fordern in unauflöslicher Kopplung mit Fördern zu einem „Prinzip“ in Schule und Unterricht, das
- helfen soll, dass Lehrkräfte sich stärker den einzelnen Schülern widmen können;
- bei Schülern und Eltern und in der Gesellschaft zu einem positiveren Verständnis von Lernen und Leistung führen soll;
- helfen kann, die Ergebnisse interner und externer Evaluation in schulische Qualitätsentwicklung und individuelle Förderung einzubeziehen;
- dafür sorgen soll, einzelne Phasen der Bildungsbiographie miteinander zu verzahnen.[10]

Das Niedersächsische Kultusministerium betonte im Zusammenhang mit der Schulstrukturreform Anfang der 2000er Jahre, dass es aus der Sicht der Sonderpädagogik immer selbstverständlich gewesen sei, dass mit Förderung die gezielte Förderung des jeweils einzelnen Schülers als Individuum gemeint sei. Dieser Ansatz gelte nunmehr auch für die allgemeine Pädagogik. In allen Schulen müssten Förderpläne entwickelt werden; denn „Fördern setzt immer die Erhebung des aktuellen Lernstandes und der Lernvoraussetzungen des einzelnen Schülers bzw. der Schülerin voraus, mit der Absicht auf der Grundlage dieser Lernstandsanalyse die Planung der nächsten Lernschritte vorzunehmen.“ Dieser Ansatz werde jedoch von einigen Pädagogen und Politikern als „Kuschelpädagogik“ abgewertet. Die Kategorie des Forderns komme Drechsel zufolge in einer Schulstruktur ins Spiel, in der Förderung bedeute, bestimmten „Schülern zu helfen, ihre Leistungsdefizite im Vergleich zur Bezugsgruppe auszugleichen.“ Eine solche Schulstruktur gehe von „jahrgangsgleichen, weitgehend leistungshomogenen Lerngruppen [aus], die zur selben Zeit mit dem selben Tempo den selben Stoff aufnehmen. Wer in einem so geschaffenen Lernarrangement unter dem Leistungsdurchschnitt bleibt, bedarf der Förderung; wer dagegen höhere als Durchschnittsleistungen zu bringen vermag, kommt in den Genuss des Gefordert-Werdens.“
Anderen Auffassungen zufolge stellt auch das Fordern Hochbegabter ein Form der Förderung dar. Diese Auffassung ist im Kontext der Forderung zu betrachten, dass allen Kindern geholfen werden müsse, durch optimale individuelle Förderung ihre Leistungspotenziale zu entfalten.

#### Jugendstrafrecht
Die Möglichkeiten des Umgangs der Gesellschaft mit straffällig gewordenen Jugendlichen (und Heranwachsenden) brachte Bernd-Rüdeger Sonnen 2007 auf die Formel: „Fördern Fordern Fallenlassen“. „Fallengelassen“ wird bei der an dritter Stelle genannten Handlungsoption die Hoffnung, ein Delinquent sei resozialisierbar, so dass z. B. bei bereits im Jugendalter Verurteilten gelegentlich eine Sicherungsverwahrung angeordnet wird.
Im Allgemeinen steht im Jugendstrafrecht jedoch das Bestreben des Staates im Vordergrund, auf Delinquenten eher pädagogisch einzuwirken, d. h. ihre Fähigkeiten zu fördern, ein gesetzestreues und an den Normen der Gesellschaft orientiertes Leben zu führen. Zu diesem Zweck können Richter neben Jugendstrafen auch Erziehungsmaßregeln und Zuchtmittel als Mittel der Beeinflussung junger Menschen anordnen.

#### Ausländer- und Integrationspolitik
Auch das deutsche Integrationsgesetz, das am 6. August 2016 in Kraft trat, orientiert sich am Grundsatz von Fördern und Fordern. Dem Bundesministerium des Innern zufolge gilt für Zugewanderte mit Bleibeperspektive: „Zuwanderer sollen sich integrieren und durch Angebote des Staates und durch eigene Anstrengung die Chancen nutzen können, die Deutschland allen Bürgerinnen und Bürgern und Neuankömmlingen bietet.“ Unter anderem sollen mehr Sprachkurse, mehr Orientierungskurse zur Wertevermittlung und einen schnelleren Zugang zum Arbeitsmarkt angeboten werden. Im Gegenzug wird die Pflicht zur Mitarbeit und die Einhaltung der Regeln gefordert. Regina Konle-Seidl vom Institut für Arbeitsmarkt- und Berufsforschung empfiehlt, dass „Sprachkurse […] im Sinne des dänischen „Stepmodels“ stärker mit Arbeitserfahrung verbunden werden“ sollten. Zudem seien „verbindliche Integrationsvereinbarungen mit Neuzuwanderern, wie sie in Dänemark von den Kommunen abgeschlossen werden, eine wichtige Grundlage für eine auf Fordern und Fördern ausgerichtete Aktivierungsstrategie.“
Auch in der Ausländer- und Integrationspolitik gibt es insofern das Element des „Fallenlassens“, als Maßnahmen zur Förderung und Forderung von Zugewanderten sich auf diejenigen konzentrieren, die eine Bleibeperspektive besitzen. Andere Ausländer werden auf ihre Abschiebung vorbereitet.

### Schweiz
In der Integrationspolitik der Schweiz findet das Motto Anwendung beim Basler Integrationsmodell. Im Allgemeinen wird in der Schweiz die Integration als beidseitiger und gegenseitiger Prozess verstanden, wobei davon ausgegangen wird, dass die ausländischen Personen bereit sind, sich in den gesellschaftlichen Kontext der Schweiz einzufügen, und dass die Gemeinschaft sie offen aufnimmt. Art. 4 des Schweizer Ausländergesetzes (AuG) weist jedoch auch auf das Erfordernis hin, „dass Ausländerinnen und Ausländer sich mit den gesellschaftlichen Verhältnissen und Lebensbedingungen in der Schweiz auseinandersetzen und insbesondere eine Landessprache erlernen müssen.“

### Österreich
Bereits 2005 verschickte das österreichische Bundesministerium für Bildung ein Rundschreiben an alle
Landesschulräte, den Stadtschulrat für Wien sowie an Zentrallehranstalten mit dem Titel: „Besser Fördern. Schülerinnen und Schüler individuell fördern und fordern“.
In Österreich gibt es ähnliche Konzeptionen zur „Förderung und Forderung“ Zugewanderter mit einer Bleibeperspektive wie in Deutschland.
Am 28. März 2017 beschloss der Ministerrat das Integrationsgesetz, welches das Hauptziel hat, Integration zu fördern und zu fordern. Das Gesetz sieht u. a. ein durchgängiges und bindendes System für Deutsch- und Wertekurse mittels einer verpflichtenden Integrationserklärung sowie eine bundesweit einheitliche Integrationsprüfung und höhere Qualitätsstandards vor. Ergänzend beschloss er am selben Tag das Integrationsjahrgesetz, das ab September 2017 ein verpflichtendes standardisiertes Integrationsprogramm – das „Integrationsjahr“ – für Asylberechtigte und für subsidiär Schutzberechtigte vorsieht. Sie sind im Rahmen dieses Programms zur gemeinnützigen Tätigkeit verpflichtet und erhalten als Teil des Programms eine Kompetenzfeststellung sowie Deutsch- und Wertekurse. Ab 2018  können auch Asylwerbende mit hoher Anerkennungswahrscheinlichkeit am Integrationsprogramm teilnehmen. Es besteht kein Rechtsanspruch auf Teilnahme am Integrationsprogramm.

## Kritik des Konzepts

### Deutschland
Da die Fördermittel für berufliche Weiterbildung von 7,9 Mrd. Euro im Jahr 1996 um circa 84 % auf 1,3 Mrd. im Jahr 2006 gekürzt wurden, werfen Kritiker einer „aktivierenden“ Behandlung erwerbsfähiger Arbeitsloser den Befürwortern vor, von falschen Voraussetzungen auszugehen und ein „Fordern ohne Fördern“ zu praktizieren. Falsch sei die oft kolportierte Annahme, Millionen von Arbeitslosen in Zeiten der Massenarbeitslosigkeit seien deshalb arbeitslos, weil sie sich nicht genügend um Arbeit bemühten, die es für sie durchaus gebe. Erst durch Einführung eines Niedriglohnsektors aber werde diese Arbeit geschaffen (durch sinkende Preise für die Ware Arbeitskraft erzeuge man eine Nachfrage nach wenig qualifizierter Arbeit), womit man in Kauf nehme, dass es in Zukunft eine große Zahl von „working poor“ gebe, deren Altersarmut darüber hinaus programmiert sei. Nur durch Druck seien Menschen dazu zu bringen, die neu entstehenden, wenig attraktiven Arbeitsplätze anzunehmen, und eine Förderung, die die Betroffenen befähige, den Niedriglohnsektor zu verlassen und gute Arbeit zu finden, bleibe oftmals aus. Jürgen Borchert kritisiert, dass durch die Praxis von Hartz IV Opfer zu Tätern gemacht würden. Richtig sei vielmehr, dass man „aus einer Flut von Forschungen [weiß], dass nirgendwo so gestrampelt wird wie in dem Bereich Hartz IV. Die Leute kämpfen ums Überleben und versuchen wieder Land unter die Füße zu kriegen.“
Die in Bedarfsgemeinschaften lebenden Kinder würden Kritikern zufolge für das „Versagen“ ihrer Eltern „mitbestraft“. So sei z. B. die Förderung der Teilhabe am sozialen und kulturellen Leben nach § 28 Abs. 7 SGB II restriktiv ausgestaltet: Es würden ausschließlich institutionalisierte Angebote gefördert: Musikunterricht, Sportvereine, Ferienfreizeiten. Die Familie als Ort der Bildung und sozialen Teilhabe werde durch die Konzeption des „Bildungspakets“ völlig ignoriert; denn der Regelbedarf für Kinder und ihre  Eltern enthalte z. B. keine Posten für Kinokarten, Zoobesuche, Sportgeräte, Gesellschaftsspiele oder auch nur Bastelmaterial. Alle diese Formen der informellen, alltäglichen, familiären Bildung, die in soziale Nähebeziehungen eingebettet seien, die nicht durch öffentliche Institutionen abgedeckt werden könnten, würden nicht gefördert. „Den Eltern wird offenkundig nicht zugetraut, dass sie selbst in Bildung investieren und ihre Kinder am sozialen Leben teilhaben lassen.“ Außerdem gehe die durch das SGB II ermöglichte Förderung an den Bedürfnissen von Jugendlichen vorbei, weil selbstbestimmte Peer-Group-Aktivitäten eine wichtige Bedeutung für ihre Sozialisation hätten, die über institutionalisierte Freizeitangebote vielfach ebenfalls nicht adäquat erfasst werden könnten.
Bei der PISA-Studie 2000 habe sich gezeigt, dass es in Deutschland, anders als in anderen Ländern, nicht gelinge, schwache Schüler und ebenso besonders begabte Schüler ausreichend zu fördern. Während erstere chronisch überfordert würden, würden letztere chronisch unterfordert.
Ein wesentliches Element der Integration von Migranten und Flüchtlingen ist die Sprachförderung. Von den 1.497 angemeldeten Teilnehmern an Deutschkursen für Flüchtlinge in den Jahren 2015 und 2016 in Westmecklenburg haben jedoch nur 716 diese Kurse bis zum Ende besucht. Daraus zieht das ARD-Magazin „Fakt“ den Schluss, dass ein Großteil der Sprachförderung durch die Bundesagentur für Arbeit, für die der Bund 2016 300 Millionen Euro zur Verfügung gestellt hat, „verpufft“ sei. Der Bundesrechnungshof monierte im März 2017, dass bundesweit „ungefähr bis zur Kursmitte nur noch 43 Prozent der angemeldeten Kursteilnehmer anwesend waren.“ Albrecht Koschorke hingegen stellt die These auf, dass „Migranten schon aus ureigenem Interesse um Sprachunterricht und Ausbildung bemüht“ seien und dass deshalb Denkschemata, die aus dem Hartz IV-Bereich auf die Migrationspolitik übertragen würden, unangebracht seien.

### Schweiz
In der Schweiz wird kritisiert, dass „nur vordergründig die bisherigen Migrationsregime der Ausgrenzung, Integrationsverhinderung und Assimilationsforderung“ abgelöst würden. Vielmehr konturiere „der magische Leitsatz ‚Fördern und Fordern‘ ein diffuses, weit in den Alltag reichendes Aktionsfeld. Statt den repressiven Raum zu definieren und die auf echter Freiwilligkeit basierenden Förderelemente deutlich davon abzugrenzen, entsteht ein undefinierter politischer Zwischenraum, der Offenheit und Toleranz einerseits, Ausgrenzung und Repression andererseits miteinander vermengt. Das offene Spiel mit Ermessenskriterien und weitschweifigen Integrationsbegriffen führt letztlich dazu, dass die ausländische Bevölkerung schwer kalkulierbaren und entsprechend verunsichernden Erwartungen ausgesetzt wird.“